# The Brink's Job
The Brink's Job (br.: Um golpe muito louco / pt.: A grande jogada) é um filme estadunidense de 1978 do gênero comédia, dirigido por William Friedkin. Roteiro de Walon Green baseado no livro Big Stick-Up at Brinks de Noel Behn, sobre o roubo a sede da Brink's em Boston, em 1950, quando foram levados pelos bandidos quase 3 milhões de dólares.
As locações foram em Boston incluindo o antigo quartel-general da Brink's onde houve o roubo real e em muitos prédios posteriormente demolidos: Cinemas Pilgrim e Gaiety na zona de baixo meretrício da cidade, e Estação Ferroviária de Roxbury. O prédio da Companhia de Seguros New England Mutual Life em Boylston Street, Back Bay, foi usado como tribunal. A igreja "Old North Church" é vista em muitas tomadas. A cena em que o personagem de Spec's O'Keefe dirige até Towanda na Pensilvânia foi filmada em Stoneham, Massachusetts.

## Elenco
- Peter Falk...Tony Pino
- Peter Boyle...Joe McGinnis
- Allen Garfield...Vinnie Costa (nos letreiros Allen Goorwitz)
- Warren Oates...Specs O'Keefe
- Gena Rowlands...Mary Pino
- Paul Sorvino...Jazz Maffie
- Sheldon Leonard...J. Edgar Hoover
- Gerard Murphy...Sandy Richardson
- Kevin O'Connor...Stanley Gusciora

## Sinopse
Nos anos de 1940, o pequeno arrombador de Boston Tony Pino lidera amigos e familiares irlandeses em roubos a lojas e fábricas. Depois de cumprir pena ao ser preso em flagrante, ele vai trabalhar num sujo restaurante mas não passa muito tempo e volta a planejar e cometer crimes com seus antigos colegas que reencontra após sairem da prisão ou voltarem da Guerra. Ao passar pela sede da transportadora Brink's em Boston, ele nota como motoristas e guardas de um carro blindado manuseiam um grande volume de sacos de dinheiro de forma descuidada e entediada. Ele entra no prédio disfarçado de vendedor e nota que todos os funcionários agem da mesma forma, a maioria sem portar qualquer arma, além de não haver nenhum sistema de segurança mais sofisticado. Ele tira uma cópia da chave deixada por um motorista de caminhão blindado quando fica sozinho na sala e junto a seus asseclas, começa os roubos, abrindo a porta traseira do veículo quando parava durante o trajeto. A Brink's não noticia os roubos preocupada com a reputação e isso faz com que Pino decida cometer um crime maior, invadindo a sala do cofre onde ele sabe que são guardados de forma displicente milhões de dólares. Além dos antigos colegas, ele chama homens de fora para participarem do roubo mas perceberá que nem todos são confiáveis como ele pensa.

## Roubo
Ironicamente, em agosto de 1978, 15 rolos originais do filme ainda inédito foram roubados sendo que os ladrões pediram 600 mil dólares para devolvê-los. O dinheiro nunca foi pago pois os ladrões, demonstrando desconhecimento das técnicas cinematográficas, não sabiam que cópias haviam sido feitas para serem usadas no processo Technicolor e levadas a Nova Iorque. O material original foi substituído sem nenhuma perda significativa mas mesmo assim, o FBI investigou o caso. Durante os pedidos de resgate, Friedkin sugeriu aos ladrões que "pegassem um projetor e aproveitassem o filme; era todo deles".

## Indicações
O filme foi indicado ao Óscar por Melhor direção de arte (Dean Tavoularis, Angelo P. Graham e George R. Nelson).